# پارادوکس غنی‌سازی
پارادوکس غنی‌سازی (به انگلیسی: Paradox of enrichment) اصطلاحی از بوم‌شناسی جمعیت است که توسط مایکل روزنزوایگ در سال ۱۹۷۱ ابداع شد. وی تأثیری را در شش مدل شکارچی-شکار توضیح داد که در آن افزایش غذای موجود برای طعمه، سبب بی‌ثباتی جمعیت شکارچی می‌شود. یک مثال رایج این است که اگر غذای طعمه‌ای مانند خرگوش بیش از حد باشد، جمعیت آن بدون محدودیت رشد می‌کند و سبب می‌شود که جمعیت شکارچی (مانند سیاهگوش) به‌طور ناپایدار بزرگ شود. این موضوع ممکن است سبب کاهش شدید (سقوط) در جمعیت شکارچیان شود و احتمالاً سبب ریشه‌کنی محلی یا حتی انقراض گونه شود.
اصطلاح "پارادوکس (تناقض)" از آن زمان برای توصیف این اثر به روش‌های کمی متناقض استفاده شده‌است. مفهوم اصلی کنایه بود؛ با تلاش برای افزایش گنجایش برد در یک اکوسیستم، می‌توان به‌طور مرگبار آن را نامتعادل کرد. از آن زمان، برخی از نویسندگان از این کلمه برای توصیف تفاوت بین برهم‌کنش‌های شکارچی-شکار مدل‌سازی شده و واقعی استفاده کردند.
روزنزوایگ از مدل‌های معادله دیفرانسیل معمولی برای توصیف تغییرهای جمعیت طعمه استفاده کرد. غنی‌سازی به معنای افزایش گنجایش برد طعمه و نشان دادن بی‌ثباتی جمعیت طعمه، معمولاً در یک چرخه محدود، در نظر گرفته شد.
رفتار چرخه‌ای پس از بی‌ثباتی در مقاله بعدی (مه ۱۹۷۲)
 و بحث (گیلپین و روزنزوایگ ۱۹۷۲) به‌طور کامل تری مورد بررسی قرار گرفت.